# المنتدى الكاثوليكي الإسلامي
المنتدى الكاثوليكي-الإسلامي هو منتدى للحوار بين الكاثوليك والمسلمين. عقدت القمة الأولى في الفترة من 4 إلى 6 تشرين الثاني (نوفمبر) 2008 في الڤاتيكان بحضور ما يقرب من خمسين مندوبًا. كان الموضوع المختار هو «محبة الله، محبة القريب».

## روابط خارجية
- الڤاتيكان يطلق حوار كاثوليكي-إسلامي
- المنتدى الكاثوليكي-الإسلامي لمزيد من الحوار
- البابا يوافق على إقامة منتدى كاثوليكي-إسلامي دائم
- البابا يخاطب المنتدى الكاثوليكي الإسلامي في روما
- انتهى المنتدى الكاثوليكي الإسلامي بملاحظة متفائلة
- البيان الختامي للمنتدى الكاثوليكي الإسلامي